# Now101台
 101台（又稱為 101）是香港now TV擁有的一條以粵語廣播為主的綜合娛樂頻道，該頻道為寬頻電視開播第二條以中文廣播為主的資訊娛樂頻道。
性質上會完全取代now香港台。而該頻道的副總裁（台長）為擁有二十年電視台管理工作經驗，曾擔任《瞭解．關懷 一百萬人的故事》節目顧問的杜之克（Felix To），但自杜轉職無綫網絡電視之後台長一職便被廢除，改由電訊盈科首席副總裁，總經理（製作）何麗全作策劃，同時其下的藝人管理開始交由同屬電訊盈科屬下的大國文化負責，從此其下主持人開始亮相now觀星台，而now觀星台藝人也陸續於101台亮相。
101台已於2016年1月1日起停止播放，所有獨立付費用戶可獲其他頻道以作補償，惟套餐用戶則不會獲得補償。

## 歷史
- 2011年，now TV暗中公佈now101台將於2011年2月9日21:30啟播[1]，不過有網民發現該台其實是將原在now香港台播放的節目移植至now 101台播放而成，而月費卻要港幣55元，比now香港台的35元貴20元。
[查证请求][2]

## 播放節目
now 101台曾增設自選服務，可以重溫部分節目（現已取消相關點播專區）。現時now 101台曾播出的部分節目已於免費電視台ViuTV重播，並於該台官方網站及應用程式提供節目重溫。

### 自家製作節目
| 新節目                             |                                                                                           |
| 《now101電視新體驗派對》（完）     | 《撳錢（Action To Money）》（完）                                                         |
| 《煮角（Chef Corner）》            | 《食勻全中國（Food Star Over China）》                                                    |
| 《風行全世界》第二輯（完）         | 《日本‧不盡的享樂（Japan Unlimited）》 （2011年東日本大地震後停播，同年10月23日再度首播） |
| 《一個地球（One Life One Earth）》 | 《加拿大知食份子》（完）                                                                  |
| 原於now香港台播放的節目            |                                                                                           |
| 《Lifetival》                      | 《Home Sweet Home》（完）                                                                 |
| 《now週記（Now Story）》           |                                                                                           |

### 外購節目
外購節目主要為綜藝節目，2013年新增動畫時段，所以也包含外購動畫。

## now 101台主持／知名員工
| 名稱               | 節目                                                                                            |            |
| ------------------ | ----------------------------------------------------------------------------------------------- | ---------- |
| 區永權             | 《撚價》                                                                                        |            |
| 陳安立             | 《Lifetival》                                                                                   |            |
| 駱振偉             | 《撳錢》、《Lifetival》、《now週記》、《撳快錢》、《食勻全中國》（第14集－）、《18/22》         |            |
| 黃婉曼             | 《撳錢》、《撳快錢》、《撚價》                                                                  |            |
| Mandy Lieu         | 《Lifetival》、《日本‧不盡的享樂》                                                              |            |
| 黃心美（Scarlett） | 《撳錢》、《Lifetival》、《撳快錢》、《球分》                                                   |            |
| 朱家裕（Alex）     | ※                                                                                               |            |
| 陳炳銓             | 《撳錢》、《now週記》、《撳快錢》、《食勻全中國》（第14集－）》、《撚價》（演出）               |            |
| 陳子豐             | 《撳錢》、《一個地球》、《now週記》、《撳快錢》、《食勻全中國》（第14集－）》、《撚價》（演出） |            |
| 朱汶欣             | 《撳錢》、《一個地球》、《Lifetival》、《now週記》、《撳快錢》                                  |            |
| 陳莉敏             | 《撳錢》（後備）                                                                                | ※          |
| 邵家臻             | 《撳錢》（後備）、《性教育．是咁的》                                                            | ※          |
| 游清源             | 《撳錢》（後備）                                                                                | →now財經台 |
| 谷祖琳             | 《撳錢》（後備）                                                                                | ※          |
| 陳懷玉             | 《加拿大知食份子》                                                                              | ※          |
| 張錦祥             | 《「煮」角》（第1集－第68集）、《小煮角》                                                       |            |
| 徐蒝               | 《「煮」角》（第1集－第68集）、《小煮角》                                                       |            |
| 凌穎詩             | 《「煮」角》（第1集－第68集）                                                                   |            |
| 劉晉               | 《「煮」角》（第1集－第68集）、《小煮角》                                                       |            |
| 鄭相賢             | 《「煮」角》（第1集－第68集）、《小煮角》                                                       |            |
| 韋兆嫻             | 《「煮」角》（第29集－第68集）、《小煮角》                                                      |            |
| 楊尚友             | 《「煮」角》（第29集－第39集）、《小煮角》                                                      |            |
| Vivian Herijanto   | 《「煮」角》（第29集－第39集）                                                                  |            |
| 余迪偉             | 《18/22》（主持）                                                                               |            |
| 鄭文               | 《性教育．是咁的》                                                                              |            |
| 潘杰寧             | 《「煮」角》、《球分》                                                                          |            |
| 何柏霖             | 《球分》                                                                                        |            |
| 李潔瑩（kit）      | 《球分》                                                                                        |            |

### 過往主持
- 杜之克
- 鄭丹瑞
- 單立文
- 洪永城
- 陸永權
- 鄭詩君
- 盧覓雪
- 馬啟仁
- 杜如風
- 陳貝兒